# Історія Шотландії (Боецій)
«Історія Шотландії» (Historia Gentis Scotorum, «Історія шотландського народу») − праця шотландського філософа, педагога та хроніста XV-XVI ст. Гектора Боеція, опублікована в 1527 році. Почасти історична, почасти псевдоісторична. Зокрема містить у собі альтернативний погляд на міфологічну історію Британії, створену Гальфридом Монмутським.